# 塩化ニトロシル
塩化ニトロシル（えんかニトロシル、nitrosyl chloride）は、化学式 NOCl の無機化合物である。広く一般に、王水の分解によって生成する。ハロゲン化ニトロシルは他にフッ化ニトロシル、臭化ニトロシルが知られている。

## 性質
黄赤色の気体で、強い酸化力を持ち、塩酸や硝酸に溶かしても反応しない金や白金も、NOClによって酸化されて塩化金や塩化白金が生じる。塩素化・ニトロ化・酸化反応を起こす。ただしタンタル、イリジウムは酸に対しての耐性が極めて高いため、塩素化できない（イリジウムは粉末にすればわずかに反応する）。

## 構造
化学式はNOClであるが、構造を考慮するとONClと書いた方が適している。NとOの結合は二重結合でその結合距離は1.16 Å、NとClの結合は単結合でその結合距離は1.69 Åである。また、O-N-Clの結合角は113°である。

## 合成
NOClは活性炭のもとで一酸化窒素と塩素を作用させて発生させる。または、硫酸水素ニトロシルと塩酸から合成することもできる。
{\displaystyle {\ce {HCl\ + NOHSO4 -> NOCl\ + H2SO4}}}
また、塩酸と硝酸の反応によっても合成できる。
{\displaystyle {\ce {HNO3\ + 3HCl -> Cl2\ + 2H2O\ + NOCl}}}

## 反応
- ハロゲン化合物アクセプターと反応してニトロシルカチオン [NO]+ を与える。
- 水と反応して塩化水素を放出する。
- 100℃まで熱すると塩素と一酸化窒素に分解する。
- アルケンに付加させるとα-クロロオキシムを与える。